# 1705 год
1705 (ты́сяча семьсо́т пя́тый) год  по григорианскому календарю — невисокосный год, начинающийся в четверг. Это 1705 год нашей эры, 5‑й год 1‑го десятилетия XVIII века 2‑го тысячелетия, 6‑й год 1700‑х годов. Он закончился 320 лет назад.
| Пн | Вт | Ср | Чт | Пт | Сб | Вс |
|    |    |    | 1  | 2  | 3  | 4  |
| 5  | 6  | 7  | 8  | 9  | 10 | 11 |
| 12 | 13 | 14 | 15 | 16 | 17 | 18 |
| 19 | 20 | 21 | 22 | 23 | 24 | 25 |
| 26 | 27 | 28 | 29 | 30 | 31 |    |

| Пн | Вт | Ср | Чт | Пт | Сб | Вс |
|    |    |    |    |    |    | 1  |
| 2  | 3  | 4  | 5  | 6  | 7  | 8  |
| 9  | 10 | 11 | 12 | 13 | 14 | 15 |
| 16 | 17 | 18 | 19 | 20 | 21 | 22 |
| 23 | 24 | 25 | 26 | 27 | 28 |    |

| Пн | Вт | Ср | Чт | Пт | Сб | Вс |
|    |    |    |    |    |    | 1  |
| 2  | 3  | 4  | 5  | 6  | 7  | 8  |
| 9  | 10 | 11 | 12 | 13 | 14 | 15 |
| 16 | 17 | 18 | 19 | 20 | 21 | 22 |
| 23 | 24 | 25 | 26 | 27 | 28 | 29 |
| 30 | 31 |    |    |    |    |    |

| Пн | Вт | Ср | Чт | Пт | Сб | Вс |
|    |    | 1  | 2  | 3  | 4  | 5  |
| 6  | 7  | 8  | 9  | 10 | 11 | 12 |
| 13 | 14 | 15 | 16 | 17 | 18 | 19 |
| 20 | 21 | 22 | 23 | 24 | 25 | 26 |
| 27 | 28 | 29 | 30 |    |    |    |

| Пн | Вт | Ср | Чт | Пт | Сб | Вс |
|    |    |    |    | 1  | 2  | 3  |
| 4  | 5  | 6  | 7  | 8  | 9  | 10 |
| 11 | 12 | 13 | 14 | 15 | 16 | 17 |
| 18 | 19 | 20 | 21 | 22 | 23 | 24 |
| 25 | 26 | 27 | 28 | 29 | 30 | 31 |

| Пн | Вт | Ср | Чт | Пт | Сб | Вс |
| 1  | 2  | 3  | 4  | 5  | 6  | 7  |
| 8  | 9  | 10 | 11 | 12 | 13 | 14 |
| 15 | 16 | 17 | 18 | 19 | 20 | 21 |
| 22 | 23 | 24 | 25 | 26 | 27 | 28 |
| 29 | 30 |    |    |    |    |    |

| Пн | Вт | Ср | Чт | Пт | Сб | Вс |
|    |    | 1  | 2  | 3  | 4  | 5  |
| 6  | 7  | 8  | 9  | 10 | 11 | 12 |
| 13 | 14 | 15 | 16 | 17 | 18 | 19 |
| 20 | 21 | 22 | 23 | 24 | 25 | 26 |
| 27 | 28 | 29 | 30 | 31 |    |    |

| Пн | Вт | Ср | Чт | Пт | Сб | Вс |
|    |    |    |    |    | 1  | 2  |
| 3  | 4  | 5  | 6  | 7  | 8  | 9  |
| 10 | 11 | 12 | 13 | 14 | 15 | 16 |
| 17 | 18 | 19 | 20 | 21 | 22 | 23 |
| 24 | 25 | 26 | 27 | 28 | 29 | 30 |
| 31 |    |    |    |    |    |    |

| Пн | Вт | Ср | Чт | Пт | Сб | Вс |
|    | 1  | 2  | 3  | 4  | 5  | 6  |
| 7  | 8  | 9  | 10 | 11 | 12 | 13 |
| 14 | 15 | 16 | 17 | 18 | 19 | 20 |
| 21 | 22 | 23 | 24 | 25 | 26 | 27 |
| 28 | 29 | 30 |    |    |    |    |

| Пн | Вт | Ср | Чт | Пт | Сб | Вс |
|    |    |    | 1  | 2  | 3  | 4  |
| 5  | 6  | 7  | 8  | 9  | 10 | 11 |
| 12 | 13 | 14 | 15 | 16 | 17 | 18 |
| 19 | 20 | 21 | 22 | 23 | 24 | 25 |
| 26 | 27 | 28 | 29 | 30 | 31 |    |

| Пн | Вт | Ср | Чт | Пт | Сб | Вс |
|    |    |    |    |    |    | 1  |
| 2  | 3  | 4  | 5  | 6  | 7  | 8  |
| 9  | 10 | 11 | 12 | 13 | 14 | 15 |
| 16 | 17 | 18 | 19 | 20 | 21 | 22 |
| 23 | 24 | 25 | 26 | 27 | 28 | 29 |
| 30 |    |    |    |    |    |    |

| Пн | Вт | Ср | Чт | Пт | Сб | Вс |
|    | 1  | 2  | 3  | 4  | 5  | 6  |
| 7  | 8  | 9  | 10 | 11 | 12 | 13 |
| 14 | 15 | 16 | 17 | 18 | 19 | 20 |
| 21 | 22 | 23 | 24 | 25 | 26 | 27 |
| 28 | 29 | 30 | 31 |    |    |    |

## События
- 8 января — премьера оперы Георга Фридриха Генделя «Альмира, королева Кастилии» в театре Gansemarkt в Гамбурге.
- 5 августа — премьера оперы Райнхарда Кайзера «Октавия» в театре «Ганземаркт» в Гамбурге.
- 29 ноября — премьера музыкальной трагедии Райнхарда Кайзера «Люкреция» в театре «Ганземаркт» в Гамбурге.

### Без точных дат
- Наступление французов в Юго-Западной Германии, которая подверглась сильнейшему опустошению. Их остановили англо-голландские войска герцога Мальборо. Соединившись с австрийцами, они нанесли французам сильнейшее поражение у Гохштедта.
- 1705—1709 — народные волнения в Лангедоке.
- 1705—1706 — крестьянские восстания в Баварии.
- Восстание крестьян деревень в районе города Йиглава (Моравия).
- Договор Карла XII и Станислава. Швеция получила право набирать в Польше солдат и вести боевые действия. Шведские купцы получили торговые привилегии.
- Эдмонд Галлей установил свою теорию комет, подтвердил периодичность кометы Галлея.
- Начало правления наследственных беков в Тунисе.
- Могольские войска взяли твердыню сикхов Анандпур и истребили его защитников. Говинду удалось скрыться.
- 1700—1721 — Северная война (Европа)[1].
  - Карл XII, не желая обострять отношения с Австрией, оставил в Силезии 12-тысячный корпус генерала К. Реншильда и с главными силами армии вернулся в Варшаву[1].
  - В это время в Речи Посполитой шла гражданская война между сторонниками низложенного Августа II и шведского ставленника Станислава Лещинского, население вело партизанскую войну против шведов[1].

## Русское государство
Правление: Пётр I Алексеевич
- 1700—1721 — Северная война[1].
  - Зима 1704/1705 — Карл XII из Силезии начал угрожать Саксонии[1].
  - Июль — Пётр I для оказания помощи своему союзнику с 60-тысячной армией двинулся на Вильно (Вильнюс)[1].
  - 15 (26) июля — отряд Б. П. Шереметьева находившийся на правом фланге потерпел поражение[1].
  - Пётр I оставив главные силы в Вильно, с дивизией генерал от инфантерии А. И. Репнина и конницей генерал-лейтенанта К. Э. Ренне поспешил ему на помощь[1].
  - Сентябрь — русские войска заняли Митаву (Елгава) и отбросили противника в Курляндию, а затем сосредоточили свои главные силы в Гродно[1].
  - Сентябрь — русский флот отразил все попытки шведской эскадры прорваться в р. Неву[1].
  - Декабрь — Пётр I, не ожидая скорого наступления противника, отбыл в Россию, чтобы решить ряд неотложных задач. Командование пехотой он возложил на генерал-фельдмаршал-лейтенанта Г. Огильви (под наблюдением А. И. Репнина), а конницей на генерала от кавалерии А. Д. Меньшикова[1].
  - 1705-1707 — Мазепа Иван Степанович, считая. что Пётр I проиграет Северную войну, начал вести тайные переговоры с польским королём Станиславом Лещинским и шведским королём Карлом XII[2].
- 1705 — 1706 — Астраханское восстание[3].
  - Началось после обнародования указа Петра I от 16 (27) января 1705 года о запрете на ношение бород и русского платья[3].
  - В ночь 30 июля (10 августа) — триста стрельцов и солдат, многие из которых были старообрядцы, ворвались в Астраханский кремль, убили воеводу Т. И. Ржевского и около 300 приказных, офицеров и иноземцев[3].
  - Восставшие избрали главный орган управления города — круг (общая сходка граждан). Выбрано земское управление. Стрелецких и солдатских начальников выбирали подчинённые[3].
  - В челобитной, посланной в Москву, повстанцы объяснили причину своего выступления: они отстаивали право на "старую веру", ношение бород и русской одежды[3].
  - К восстанию присоединились жители городов: Чёрный Яр, Красный Яр, Терек (Терки), Гурьев[3].
  - С целью истребить бояр, вверх по Волге и далее к Москве, выступил отряд стрельцов во главе с атаманом И. Дериглазом (900 чел.)[3].
  - Осень — достигнув Царицыно (сов. Волгоград), стрельцы не смогли взять город[3].
- 1704—1711 — Башкирское восстание[4].
  - Февраль — для подавления бунта в Башкирии были направлены несколько полков во главе с казанским комиссаром А. Сергеевым[4].
  - Собрав представителей башкир в Мензелинске, Сергеев потребовал от них лошадей и солдат для армии. В ходе безжалостной конфискации погибло несколько знатных башкир. Кроме того, Сергеев запретил башкирам ездить в Москву для разбора дел, что нарушало традиционное право башкир обращаться к царю напрямую[4].
  - Действия Сергеева вызвали вооружённое восстание, которое охватило южные и северо-западные районы Башкирии[4].
  - Повстанцы во главе с Дюмеем Икшеевым напали на Закамские крепости, другие отряды действовали около Солеваренного городка[4].
  - 18 декабря — башкирское посольство, пытаясь договориться с царскими властями, прибыло в Казань, где их принял генерал-фельдмаршал Б. П. Шереметев. В результате переговоров 72 новых налога были отменены[4].
- Создание по указу Петра I «полка морских солдат» — прообраза морской пехоты России.
- Украинцев Емельян Игнатьевич с русской стороны руководил размежеванием границ установленных Константинопольским миром 1700 года[5].
- От землетрясения пострадала крепость Терки[6].

## Правление
- 1705—1711 — император Священной Римской империи и король Чехии Иосиф I.

## Родились
См. также: Категория:Родившиеся в 1705 году
- 24 января — Фаринелли, известный итальянский певец (скончался в 1782)
- 12 февраля — Иоганн Элиас Бах, немецкий композитор, (скончался в 1755)
- 30 марта — Август Иоганн Рёзель фон Розенгоф, немецкий натуралист и миниатюрист (скончался в 1759)
- 17 мая — Амброзий Штуб, датский поэт (скончался в 1758)
- 24 сентября — Леопольд Йозеф граф Даун, австрийский фельдмаршал.
- 12 октября — Эммануэль Эре (ум. 1763), французский архитектор.
- 23 октября — Максимилиан Улиссес Браун, австрийский фельдмаршал ирландского происхождения (скончался в 1757).
- 31 октября — Климент XIV, Римский Папа с 1769 по 1774 (скончался в 1774).

## Скончались
См. также: Категория:Умершие в 1705 году
- 17 января — Джон Рэй, британский натуралист, иногда упоминаемый как отец британского естествознания (родился в 1627)
- 5 февраля — Филипп Якоб Шпенер, был немецким евангелическим теологом и одним из самых известных представителей пиетизма (родился в 1635)
- 5 мая — Леопольд I, император Священной Римской империи в 1658—1705 (родился в 1640)
- 10 июня — Михаэль Вигглесворт, американский теолог, проповедник и поэт (родился в 1631)
- 16 августа — Якоб Бернулли, швейцарский математик и физик из многочисленного семейства учёных, брата Иоганна Берноулли (родился в 1654)
- 28 августа — Георг Вильгельм Брауншвейг-Люнебургский, герцог княжества Брауншвейг и герцог княжества Люнебург (родился в 1624)
- 13 сентября — Emmerich Thokoly, предводитель восстания против габсбургского господства и князь Трансильвании (родился в 1657)
- 9 октября — Иоганн Кристоф Вагензайль, немецкий эрудит, юридический учёный и востоковед (родился в 1633)
- 11 октября — Гийом Амонтон, французский физик (родился в 1663).
- 10 (21) сентября — Башмаков Дементий Минич, русский государственный деятель, думный дьяк (с 1664), думный дворянин (с 1684),руководитель ряда Приказов[7].